# Oued Zenati
 (août 2021).
 (août 2021).
La mise en forme du texte ne suit pas les recommandations de Wikipédia : il faut le « wikifier ».
Les points d'amélioration suivants sont les cas les plus fréquents. Le détail des points à revoir est peut-être précisé sur la page de discussion.
- Les titres sont pré-formatés par le logiciel. Ils ne sont ni en capitales, ni en gras.
- Le texte ne doit pas être écrit en capitales (les noms de famille non plus), ni en gras, ni en italique, ni en « petit »…
- Le gras n'est utilisé que pour surligner le titre de l'article dans l'introduction, une seule fois.
- L'italique est rarement utilisé : mots en langue étrangère, titres d'œuvres, noms de bateaux, etc.
- Les citations ne sont pas en italique mais en corps de texte normal. Elles sont entourées par des guillemets français : « et ».
- Les listes à puces sont à éviter, des paragraphes rédigés étant largement préférés. Les tableaux sont à réserver à la présentation de données structurées (résultats, etc.).
- Les appels de note de bas de page (petits chiffres en exposant, introduits par l'outil «  Source ») sont à placer entre la fin de phrase et le point final[comme ça].
- Les liens internes (vers d'autres articles de Wikipédia) sont à choisir avec parcimonie. Créez des liens vers des articles approfondissant le sujet. Les termes génériques sans rapport avec le sujet sont à éviter, ainsi que les répétitions de liens vers un même terme.
- Les liens externes sont à placer uniquement dans une section « Liens externes », à la fin de l'article. Ces liens sont à choisir avec parcimonie suivant les règles définies. Si un lien sert de source à l'article, son insertion dans le texte est à faire par les notes de bas de page.
- La présentation des références doit suivre les conventions bibliographiques. Il est recommandé d'utiliser les modèles {{Ouvrage}}, {{Chapitre}}, {{Article}}, {{Lien web}} et/ou {{Bibliographie}}. Le mode d'édition visuel peut mettre en forme automatiquement les références.
- Insérer une infobox (cadre d'informations à droite) n'est pas obligatoire pour parachever la mise en page.

Pour une aide détaillée, merci de consulter Aide:Wikification.
Si vous pensez que ces points ont été résolus, vous pouvez retirer ce bandeau et améliorer la mise en forme d'un autre article.
 (août 2021).
Si vous disposez d'ouvrages ou d'articles de référence ou si vous connaissez des sites web de qualité traitant du thème abordé ici, merci de compléter l'article en donnant les références utiles à sa vérifiabilité et en les liant à la section « Notes et références ».
Oued Zenati est une commune de la Wilaya de Guelma en Algérie, dont elle est l'une des daïras — c'est-à-dire une des sous-préfectures.

## Géographie
Oued Zenati est une commune algérienne située dans le nord-est du pays, à 450 kilomètres à l'est d'Alger. Oued Zenati se trouve à une altitude de 621 mètres et son relief est montagneux, traversé par la chaîne de montagne de l'Atlas (massif).
La commune est composée de plusieurs quartiers : Ain Régada, Ain Abid, Bordj Sabath, Ras el Agba, Sellaoua Announa, Ain Makhlouf et Tamlouka.

## Histoire
Des présences de dolmens attestent que cette région est habitée depuis la préhistoire. Les Romains s'installent dans cette région et devient par la même occasion le grenier à blé de Rome.Vers 710, les musulmans occupent la Numidie jusqu’à l'arrivée des Français.

### Époque coloniale française (1830-1962)
La ville de Oued Zénati est créée en 1863 au bord de l'Oued du même nom.
Le hameau projeté en 1863, Sidi-Tamtam, est loti en 1865, puis agrandi au début des années 1870.
À l’origine, onze fermes sont établies en 1873, deux autres l'année suivante. Le village est créé par la Société algérienne en 1875.
À l’origine Magenta Agglomération rurale de l’Est algérien, culminant à 847 mètres d’altitude, située à 45 km au Sud-est de Constantine et à 24 km au Sud-ouest d’Oued-Zénati, son chef-lieu de canton. Le centre communal d’Aïn Abid créé en 1878 par la (S.G.A), s’est détaché de la commune de plein exercice d’Oued Zénati ainsi que Douar Zénatia de la commune mixte qui porte le même nom pour former la commune de plein exercice d’Ain Abid en 1885.
Le centre de colonisation de Smala Ben Merad, dans le quartier de Ain Makhlouf, est mis en peuplement en 1886. Ses colons sont majoritairement savoyards. Le centre prend le nom de Rénier par décret du 1er octobre 1887. Il est érigé en commune de plein exercice par décret du 3 février 1896.
Aïn Trab est un centre de population créé par décision du Gouverneur général du 12 août 1890 sur des terrains appartenant à la Compagnie Algérienne.
Le centre de peuplement de Tamlouka, de la commune mixte d'Oued Zenati, prend le nom de Montcalm par décision du gouverneur général du 19 novembre 1891, officialisée par décret du 28 décembre 1915. Il est effectivement créé en 1894.
La commune d’Ain Mellouk, créée par arrêté du 14 janvier 1957, prend le nom de Montcalm par arrêté du 4 avril 1957 et est augmentée d'une partie de la commune d'Oued Zenati. Le centre de Montcalm devient son siège.

### Époque de l'Algérie indépendante (depuis 1962)
Après l'indépendance, la région d’Oued Zénati était une commune faisant partie de la wilaya de Constantine jusqu’à 1974, où la commune de Guelma fut érigée en chef-lieu de wilaya issue de la wilaya d'Annaba. Lors de la réorganisation territoriale de 1984, la commune d'Oued Zénati avait perdu les deux tiers de sa superficie au profit de nouvelles communes émergentes Ras El Agba, Ain Régada et Bordj Sabath

## Personnalités liées à la ville
- Taïeb Boulahrouf, personnalité politique algérienne, y est né en 1923.
- Salah Boubnider, colonel de l'ALN, il était le dernier chef de la wilaya II Historique algérien, y est né en 1929.
- Abdelhamid Mehri, l'un des membres de la délégation du FLN aux accords d'Évian et ex SG du parti du FLN.
- Mohamed Charfi, homme politique algérien, y est né en 1946.